# Гесбах
Гесбах (нім. Hösbach) — громада в Німеччині, розташована в землі Баварія. Підпорядковується адміністративному округу Нижня Франконія. Входить до складу району Ашаффенбург.
Площа — 30,59 км2. Населення становить 13 154 ос. (станом на 31 грудня 2020).